# Dendromunna compsa
Dendromunna compsa är en kräftdjursart som beskrevs av Roger J. Lincoln och Geoffrey Allen Boxshall 1983. Dendromunna compsa ingår i släktet Dendromunna och familjen Dendrotionidae. Inga underarter finns listade i Catalogue of Life.